# 沃伊托·科尔霍
沃伊托·科尔霍（芬蘭語：Voitto Kolho，1885年2月6日—1963年10月4日），芬兰男子射击运动员。他曾代表芬兰参加1908年、1912年、1920年和1924年夏季奥林匹克运动会射击比赛，获得一枚铜牌。